# 罗伊-纳穆尔岛
罗伊-纳穆尔岛（英語：Roi-Namur，/ˌrɔɪ nəˈmʊər/）是馬紹爾群島夸贾林环礁的一个岛屿，位于夸贾林环礁北部。现为罗纳德·里根弹道导弹防御试验场的一部分。

## 历史
德国于1885年吞并了马绍尔群岛，但直到1906年才在上面组建政府机构，并将岛上事务交由几家强大的德国贸易公司。第一次世界大战后，日本根据凡尔赛条约接管了此地，并广泛殖民于马绍尔群岛，在许多岛屿上都建立和加固了大型基地。
1944年2月的夸贾林战役中，该地是美国美国第四海军陆战队的夺取目标。在日佔时期，西边的罗伊岛与东边的纳穆尔岛之间以狭窄的陆地和堤道相连。美国占领此地后，海军于1944年12月将两岛之间的区域填充起来。现在，这一片一英里见方的区域被总称为罗伊-纳穆尔岛
战后，罗伊-纳穆尔岛被美国國防高等研究計劃署选为雷达实验地点，进行了一系列秘密实验。

## 今日
罗伊-纳穆尔岛上驻扎有大约120名美国及马绍尔的里根试验场雇员。
房屋及娱乐设施主要在罗伊岛一侧。罗伊-纳穆尔岛上的娱乐设施有一处九洞高爾夫球場，还有咸水游泳池、水肺俱乐部、影院、排球场、篮球场等。岛上还有一条小型飞机跑道，用来通勤，带来夸贾林岛的工人。部分工人白天搭乘渡轮自Enniburr岛来到这里。
纳穆尔岛一侧则部署着几台雷达跟踪站。
此处还有一个小型火箭发射设施。发射一些短程火箭。岛屿四周还有一些日本碉堡与残骸。

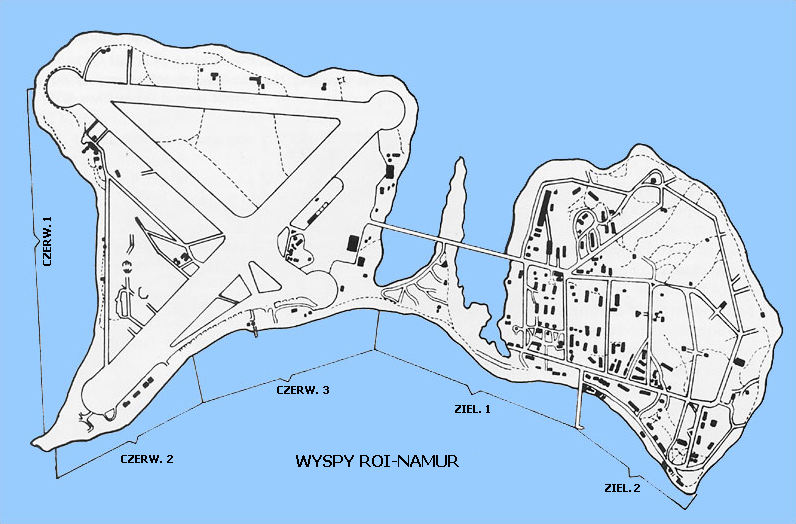
二战时期罗伊-纳穆尔岛地图，其中堤道大约处于正中
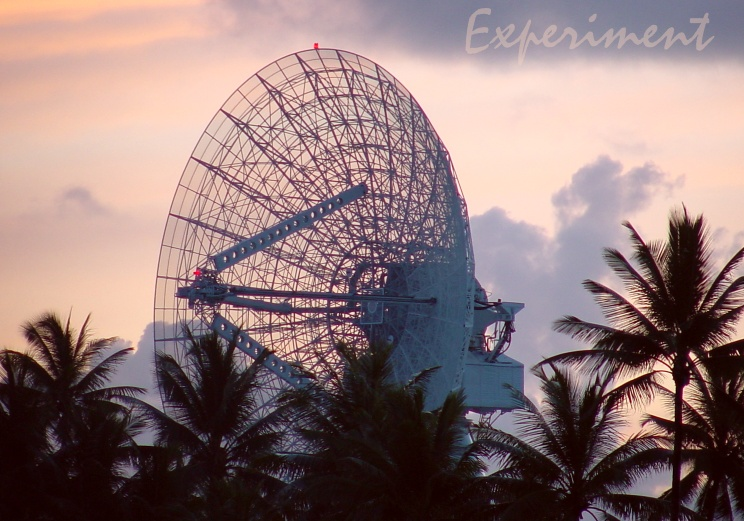
岛屿上的一台雷达